# Перекопский вал
Переко́пский вал (укр. Перекопський вал; иногда — Турецкий вал, укр. Турецький вал) — фортификационное сооружение, представляющее собой ров с фрагментарными остатками вала, отделяющее Крымский полуостров от материка и укреплённое фортами и крепостью Ор-Капу.
Известное с глубокой древности сооружение в наиболее полном виде было создано в конце XV — начале XVI веков во времена Османской империи и Крымского ханства и позднее неоднократно реконструировалось после разрушений. В XVII—XVIII веках здесь произошли крупные сражения русско-турецких войн, в ходе которых вал и крепость были несколько раз взяты русскими войсками. В новейшее время Перекопский вал в ходе Гражданской войны пережил штурм в 1920 году, а в Великую Отечественную войну — в 1941 и 1944 годах. Богатая история этого места привлекла к нему внимание путешественников, писателей и художников, а в XX веке и кинематографистов, которые создали на эту тему значимые произведения искусства.

## Архитектура и современное состояние объекта
Перекопский вал тянется от Перекопского залива до Сиваша на протяжении около 7,5 километров. Длина вала — 8 475 м (с учётом отводков), ширина у основания составляет более 15 метров, историческая высота от дна рва — 18—20 м (как глубина рва, так и высота вала — около 10 метров). Ширина рва 40—45 метров.

### Объекты Турецкого вала (с запада на восток)
Самое западное укрепление крепость Ферх-Кермен, её окружало несколько рвов 46°07′47″ с. ш. 33°37′02″ в. д.. Сохранился фрагмент стены крепости. Толщина составляет около 2 метров, кладка качественная. Ранее имелись морские причалы. Глубина рва в некоторых местах достигает 15 метров.
В двух километрах к востоку от моря ров пересекает автомобильная дорога E 97 по украинской классификации или 35А-001 по российской и сухое ложе Северо-Крымского канала 46°08′16″ с. ш. 33°38′40″ в. д.. Параллельно Турецкому валу, в 500 м севернее, проходит линия разграничения Крыма с Херсонской областью. Западная часть Турецкого рва — пограничная зона, она начинается к северу от посёлка Волошино.
В 200 м южнее Турецкого вала и в 1000 м севернее находятся, соответственно, пограничный пункт пропуска России «Армянск» и пункт пропуска на административной границе Украины. Далее от дороги E 97 граница уходит на север. В соответствии с Приказом ФСБ РФ от 26 ноября 2014 года № 659, от северной границы Перекопа и далее на север располагается пограничная зона. Сам Перекоп в погранзону не входит. Таким образом, для свободного осмотра доступны центральная и восточные части Турецкого вала. В полутора километрах восточнее Северо-Крымского канала ров пересекает железнодорожная однопутная колея. Далее восточнее проходит дорога Армянск-Перекоп 35А-003. На её восточной стороне находится крепость Ор-Капу46°08′50″ с. ш. 33°41′27″ в. д.. Построена в XVI веке и далее перестраивалась в связи с прогрессом артиллерии. Выполнена как регулярное крепостное сооружение с четырьмя земляными облицованными камнем бастионами по системе Вобана. Самое восточное укрепление находится на берегу залива Сиваш. Вал густо покрыт сетью окопов и воронок 1920, 1941, 1944, 2014—2015 годов. Кроме основных, имеются несколько местных дорог, пересекающих ров насыпями, в районе железнодорожной ветки и в районе кладбища Перекопа.

## История

### В античность и Средневековье
Возможно о Перекопском валу говорил ещё Геродот. Но лично он побывал только в Ольвии, поэтому атрибуция на местности его информации о валах условна. По теории Фанагорийской регрессии, времена Геродота характеризовались уровнем моря ниже современного и перешеек не существовал в его нынешнем виде. Упоминания у Страбона и Плиния также невнятны. По некоторым версиям, вал мог быть построен римлянами для защиты от кочевников. Разрезы, выполненные в процессе постройки Северо-Крымского канала, показывают, что вал надсыпался по крайней мере три раза, но предметов для датировки найдено не было. Наиболее популярная гипотеза связывает его начальную постройку во II в до н. э. с позднескифским государством со столицей в Неаполе Скифском, что также пока не имеет твёрдой археологической привязки.
Ко II веку нашей эры Скифское государство ослабевает. Его сосед Боспорское царство в I—III веках переживает подъём после тяжёлых войн с Римом, выбрав статус союзника империи при династии Савроматов. На южном побережье Крыма находятся римские гарнизоны. По римским документам какого-либо наличия вала на Перекопском перешейке и сведений о гарнизоне нет. В 244 году римские легионы уходят из Таврики по приказу Филиппа Араба на Дунай. Через Перекопский перешеек в Крым входят готы, в 257 году Скифское царство в Неаполе пало, а Боспорское было ими подчинено, но сохранило династию и государственность. В 375 году через перешеек проходят гунны, вытеснив готов в горы.
В 1222 году перешеек после разгрома аланов и половцев прошли тумены Джэбэ-нойона и Субэдэй-багатура и разорили Сурож (Судак).
В ходе похода Батыя летом 1238 года Шибан, Бучек и Бури предприняли поход в Крым через Перекоп.
В XIII—XIV веках в северном Причерноморье постоянно происходили междоусобные конфликты внутри улуса Джучи, вплоть до выделения Крымского юрта в 1420 году и независимого Крымского ханства в 1441 году. Однако Перекопский перешеек был для Крымского ханства в границах XV века внутренним районом и сведений о его контроле крепостями или занятии войсками на постоянной основе нет.

### Османское владычество XV—XVI века

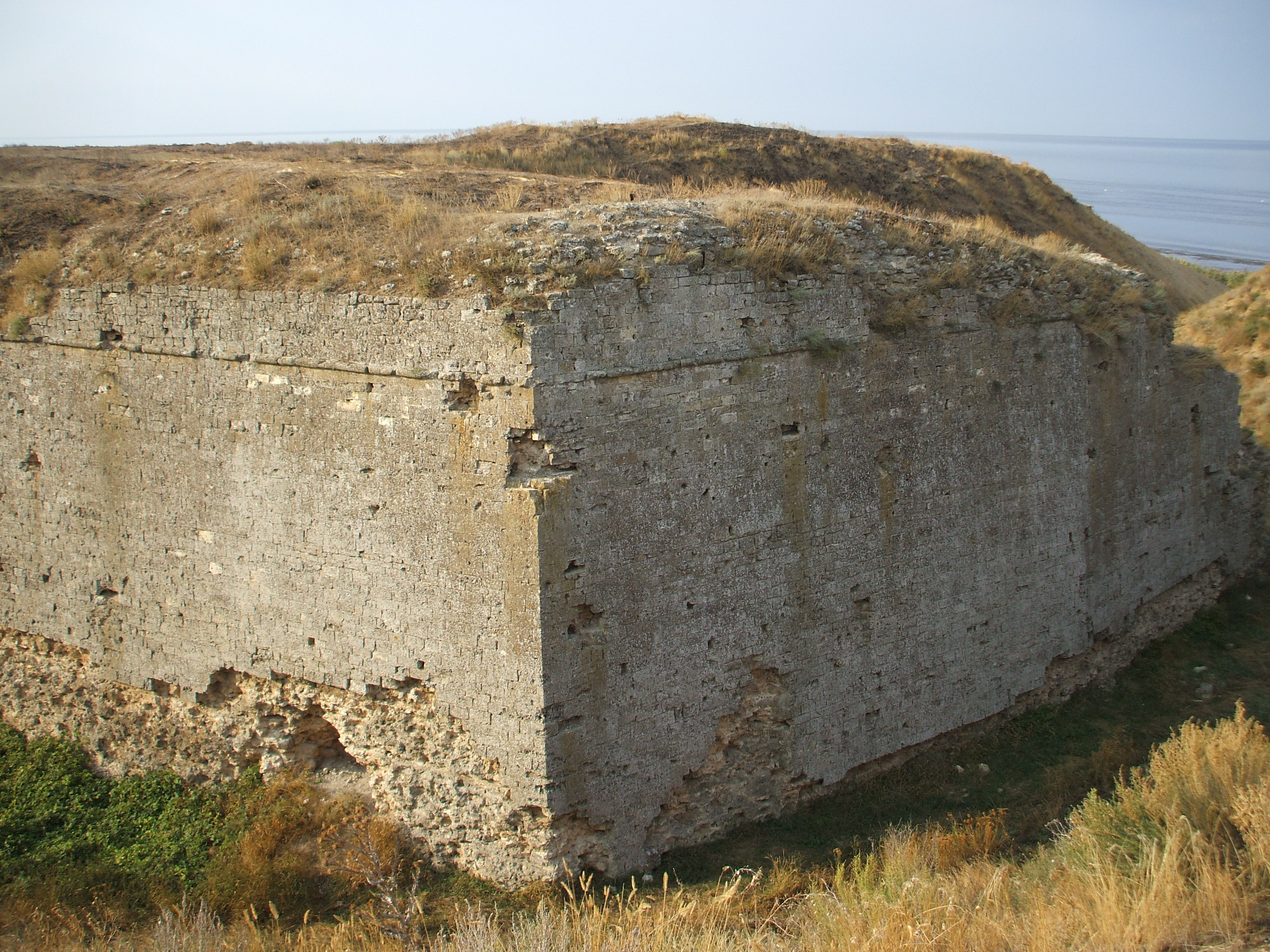
Ферх-Кермен — укрепление на западе Перекопского вала.

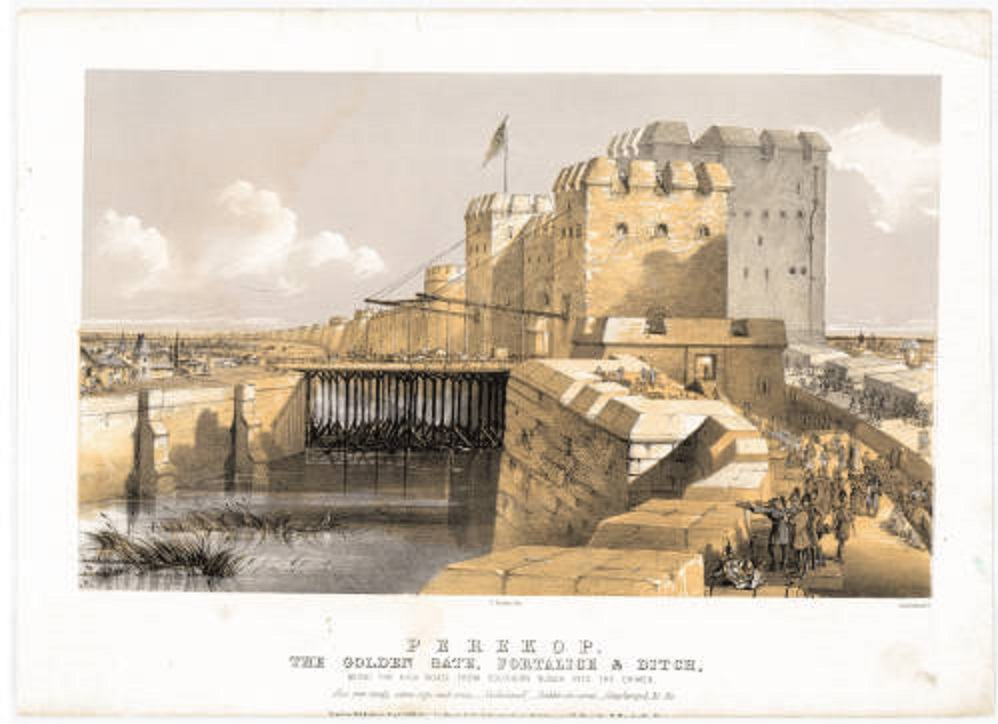
Перекоп. Золотые ворота.

После захвата южной и прибрежной части Крыма османами в 1475 году, северный Крым и Причерноморье стали буфером между Османской империей и её противниками. Приоритет Порты заключался в нахождении на ключевых точках, в том числе и на Перекопе, османских гарнизонов. Это компенсировало отсутствие у крымского хана регулярной армии и давало время на сбор ополчения. Гарнизоны позволяли влиять на выбор ханов и надёжно контролировать вассала. Население степи около Перекопа было ногайским и татарским, в городе Перекоп состав населения был смешанным. В конце XV — первом десятилетии XVI века основная цель укреплений — защита от Большой орды, которая не хотела мириться ни с самостоятельным Крымским ханством, ни с его вассалитетом Османской империи. Ордынское войско под командованием Джанибека (племянника Ахмат-хана) вторгалось в Крым в начале 1476 года, но было отбито. Когда крымцы пошли походом на Молдавию, ордынцы повторно вошли в Крым и Джанибек стал ханом в конце 1476 года. Менгли Герай вернул трон с турецкой помощью в 1478 году, но пока в 1502 году Крымское ханство не разбило Большую Орду борьба за наследство Улуса Джучи не была решена. С исчезновением Большой орды Великое княжество Московское и Крымское ханство из ситуативных союзников становятся противниками. В 1507 года калга Мехмед Герай, сын Менгли Герая, возглавил первый набег на московские земли. До того крымцы грабили более заселенное Великое княжество литовское.
Постоянно вал использовался как укрепление начиная с 1509 года, когда была закончена постройка крепости Ор-Капу (крымскотат. Or Qapu (Or), Ферх-Кермен, встречается вариант Феррах-Кермен. Продолжалось постоянное крепостное строительство под руководством архитекторов-итальянцев для усиления укреплений, достигшее пика при Менгли Герае и Сахиб Герае; при последнем Перекопские ров и вал окончательно оформились. Укрепления в конце XVII века изображены на гравюре в книге Н. Витсена, вышедшей в 1692 году в Амстердаме. Схема изображает семь башен (две из них в крепости Ор-Капу) и три бастиона. Эскарпы вала были облицованы камнем. Как видно на гравюре, крепость башенная, а современная крепость имеет бастионную систему, то есть подвергалась позднейшей перестройке.
В ходе междоусобицы 1524 года свергнутый хан Саадет I Герай бежал на север и укрылся в Перекопе. В ноябре 1524 года Ислям Герай с войском осадил крепость. Осада длилась три месяца. В результате Саадет I Герай смог переманить большинство татарских беев на свою сторону и убедил оставить Ислям Герая. В январе 1525 года Ислям Герай бежал из-под Перекопа в ногайские улусы на реку Молочные Воды.  В этом и во многих похожих конфликтах на Перекоп как базу, как правило, опирался проосманский претендент на трон.
Репутация Перекопа как укреплений была высока. Не имея артиллерии и с относительно небольшими силами (8000 ратников) в Крымский поход 1559 года воевода Д. Ф. Адашев даже не пытался готовить штурм. На срубленных на Днепре судах ему удалось пройти Очаков и высадиться в западном Крыму. Хан с основными силами был отвлечён князем Д. И. Вишневецким «Байдой» под Азовом, поэтому набег удался. Отступали русские также по морю, минуя Перекоп.

### XVII век

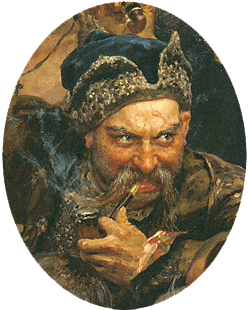
Иван Серко на картине И. Е. Репина.

В ходе русско-польской войны 1654—1667 годов, чтобы отвлечь силы хана от поддержки короля Яна II Казимира, воевода Григорий Косагов с запорожцами и калмыками осенью 1663 года провёл поход к Днестру, разорил татарские селения, а затем, соединившись с силами кошевого атамана Ивана Серко, подошёл к Перекопу. Косагов руководил конницей, а Серко пехотой. Отсутствие главных сил татар в Крыму не дало прикрыть весь Турецкий вал. Янычары обороняли цитадель Ор-Капу (Малый город). После короткой осады русские и запорожцы 11 (21) октября 1663 года пошли на штурм. Ор-Капу была атакована с двух сторон — с юга по крепости ударили перешедшие ров запорожцы, а с севера воевода Косагов. Нападающим удалось взять Большой город, но Малый город устоял. Ратники Косагова высекли двое ворот Малого города, однако, потеряв 9 человек убитыми, отошли. Тогда отряды Косагова и Серко соединились, подожгли Большой город, захватили пленных и вышли из него, с боями вернувшись в Сечь. Во время второго набега в декабре того же года Косагов вместе с Серко и калмыцким мурзой Эрке-Атуркаем снова переправились через перекопский ров, разорили ряд татарских селений, освободили невольников и отступили с боями. Эти события показали, что не прикрытый войсками Турецкий вал не способен обеспечить Крым от вторжения.

Турецкие янычары в начале XVII в. имели статус элитной пехоты.

Знаменитый путешественник Эвлия Челеби, который посетил крепость и вал в 1666 году, оставил такие описания фортификаций, гарнизона и коменданта Ор-Капу (Ор-бея):

Эту высокую крепость построил в … году Сахиб Герай-хан из рода Чингизидов. Это двухслойная боевая крепость с каменной кладкой, подобной шаддадовской. Высота её от земли — полных 23 аршина. А по окружности её длина составляет 3 тысячи шагов, имеется 800 зубцов. Это мощная двухслойная твердыня. В плане она пятиугольная, там есть 20 квадратных высоких башен. С какой бы стороны степи Хейхат ни подойти, видны башни этой крепости Ор с расстояния в пять переходов. Все башни крыты рубиново-красной черепицей. Есть и низкие башни, крытые досками. Внутри крепости — всего 80 татарских домов. Все они крыты дерном. Там есть начальник крепости и 500 стражников-секбанов с ружьями. Но все они — греческие джигиты. Потому что татарский народ не умеет стрелять из ружей. Ружей они боятся. Если где-нибудь есть ружья, они говорят: «Мылтык коп», и туда не идут. Татарский народ называет ружье мылтык. В этой крепости есть также 500 воинов из татарского иля под названием беш эвли. Все они — умелые, рвущиеся в бой, храбрые, бесстрашные и умелые батыры и джигиты. В городе есть начальник крепости, 15 крепостных аг, начальник пушкарей и начальник оружейников. Крепость Ор находится в степи и не господствует над местностью. Её окружает глубокий вырубленный в земле ров в 15 куладжей. В сторону кыблы выходят крепкие и мощные железные ворота в три слоя. С двух сторон в направлении рва смотрят удивительные пушки. Внутри крепости есть мечеть Сахиб Герай-хана, амбары пшеницы, оружейный склад и колодцы воды. А больше ничего нет.

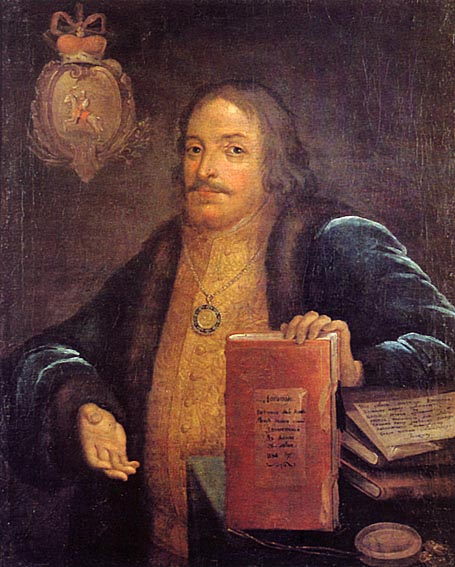
В. В. Голицын

Турецкий вал служил таможенным барьером на Чумацком шляхе, который не позволял без пошлин вывозить на Украину, в южные области Русского царства и Речь Посполитую важнейший податной товар — соль. Он предотвращал также побеги из плена невольников (см. ясырь). Город в XVII веке имел 1500 дворов, 12 мечетей, базар, караван-сарай, дворец наместника, таможню. Жители обслуживали не только постоялые дворы и крепость, но и занимались выпариванием соли и солеторговлей, что было весьма прибыльным предприятием.
В крымские походы князя В. В. Голицина в 1687 и 1689 годах Крымское ханство уже ослабло для ведения активных действий, а русская армия ещё не приняла регулярный вид, имея как стрелецкие полки, так и ополчение боярское. Особенно отставала логистика. Поэтому татары удачно приняли тактику «выжженной земли». В первый поход русские отступили без сражения, даже не достигнув Перекопа.
Начались приготовления ко второму походу. Ранней весной (или в феврале) 1689 года русское войско, увеличенное до 150 тысяч человек (по другим данным — 112 тысяч при 400 орудиях), направилось на юг. 15 мая недалеко от деревни Зелёная Долина произошло нападение татар, которое было отбито. 20 мая русская армия подошла к Перекопу. В. В. Голицын отказался брать Перекоп, так как в нём было всего три колодца с пресной водой, чего не хватило бы для армии. Кроме того, за Перекопом простиралась безводная степь, а потери после взятия Перекопа были бы весьма значительны. Было решено строить несколько крепостей для накопления воды, продовольствия и снаряжения, но эти планы не состоялись. Голицын отступил от Перекопа без боя.

### XVIII век

Бурхард Кристоф фон Миних

На второй год Русско-турецкой войны (1735—1739) было решено атаковать Крым. Русские войска, усиленные запорожскими казаками, подошли к перешейку в середине мая. В крепости Перекопа находился трёхтысячный гарнизон янычар, а также многочисленные конные воины Каплана I Герая. Но основная часть его сил и сам хан были в Чечне. Авангард русских подошёл к крепости 28 мая 1736 года, отразив атаки крымской конницы. 1 июня Миних отдал приказ на штурм валов. От его имени штурмующие были извещены о том, что первый русский, вступивший на вал, будет произведён в офицеры. Им оказался юный 14-летний В. М. Долгоруков, будущий командующий. Штурмовые отряды перебрались через ров и стали карабкаться на стену, скоро овладев ей. Части турецкого гарнизона, оказывавшие сопротивление, были истреблены. Оставшиеся защитники капитулировали в обмен на свободный выход. Русские вошли в Крым. Был взят Бахчисарай, но из-за болезней войско сократилось и пришлось отступить.

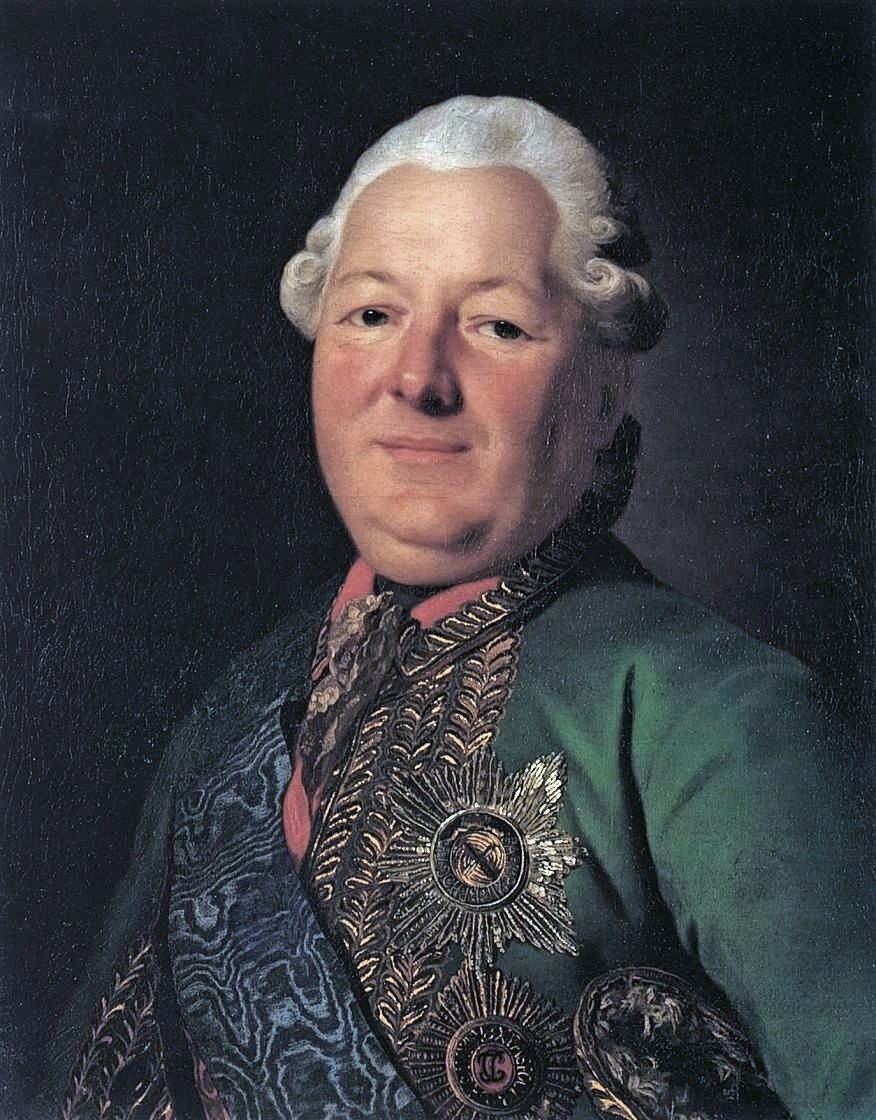
В. М. Долгоруков-Крымский

В 1737 году войска фельдмаршала П. П. Ласси вошли в Крым по Арабатской стрелке. После разорения Крымского ханства Турецкий вал оказался на пути у русских войск с обратным фронтом и пал. Часть укреплений была разорена и срыта. В 1754 году, после окончания войны, крепость была заново отстроена и восстановлена татарским ханом Арслан-Гиреем. В 1768 году началась очередная русско-турецкая война. В июне 1771 года русские войска под командованием В. М. Долгорукова штурмом овладели Ор-Капу и вступили в Крым. Таким образом, это был его второй штурм с разницей в 35 лет. В 1771 году крепость была окончательно разрушена русскими. Севернее вала в 2017 году было обнаружено захоронение 861 солдата армии князя В. М. Долгорукова, датированное по монетам. Костяки носят следы холодного и огнестрельного оружия.
Ценным источником является картина неизвестного крепостного художника «План атаки крепости Ора с птичьего полёта», выполненная для имения Долгоруких в 1791 году к 20-летию баталии. Как показывает полотно, русские даже в 1771 году, при наличии артиллерии, предпочли обойти Ор-Капу через западный участок Турецкого вала и, оттеснив крымскую лёгкую конницу, атаковать с юго-запада. Также видно, что с 1692 до 1771 года крепость была перестроена на регулярный бастионный тип. Турецкий вал стал для Долгорукого счастливым, в 14 лет в 1736 году принёс офицерский чин, а в 1775 году орден Святого Георгия I степени, орден Святого апостола Андрея Первозванного с алмазами, шпагу с алмазами и титул Долгоруков-Крымский.
Согласно «Камеральному описанию Крыма 1784 года» по состоянию на  21 мая 1784 в крепости находилась команда Троицкого пехотного полка  в составе двух рот под началом коменданта господина полковника Фока.
Франсиско Миранда, бывший в Перекопе в декабре 1786 года во время подготовки к Таврическому вояжу Екатерины II, писал: "Прогулялись вдоль знаменитой линии укреплений Перекопа протяженностью в семь верст — действительно основательное сооружение, но находится в запущенном состоянии...".
В 1793—1794 годах, в связи с важным стратегическим значением,  намечалось восстановить укрепления и построить большие здания для гарнизона. Проекты составлялись под руководством Ф. П. Деволана, старшего военного инженера, но осуществились лишь частично.
Гарнизон более не размещался, но укрепления использовались для карантинных мероприятий. Вал оставался серьёзной преградой. В 1835 году за отсутствием военной надобности передан городским властям Перекопа. В XIX веке местные жители разбирали стены на дефицитные в степи строительные материалы.
В начале XX века в Перекопе имелись все атрибуты уездного города. Были мужская и женская школы, городское училище, костёл, православный храм, гостиница, больница, окружной суд, казначейство, полицейская управа, почтовая станция, земская управа, дворянское собрание. Казна пополнялась, в основном, за счёт солеварения. Статистика указывает, что 400 человек из Перекопа занимались соледобычей. Население города насчитывало 5279 человек, а всего уезда — 51 393 человека.

### Гражданская война
При власти Второго Крымского краевого правительства зимой-весной 1919 года перешеек удерживался слабыми силами Крымско-Азовской армии при поддержке полка греческой армии из оккупационных сил Антанты. Инженерные заграждения не были выполнены в полном объёме. Начальник штаба севастопольской крепости Ф.  П. Рерберг писал: «Пока была надежда на успех, Екатеринодарское и Симферопольское начальство весьма хладнокровно относилось к нашим предложениям об укреплении и вооружении пушками Канэ Перекопских и Чонгарских позиций; над нами смеялись, наши предложения отвергали…».

Обследовав местность, командиры Симферопольского офицерского полка убедились, что существование Перекопских укреплений с несколькими рядами проволочных заграждений оказалось мифом. «Лишь на левом фланге у „Кордона“ нашли сомкнутый окоп для стрельбы стоя с тремя рядами проволоки и несколько восточнее другой окоп. Больше ничего по всей линии». Командир полка донес об этом начальнику 4-й пехотной дивизии генералу А .В. Корвин-Круковскому и начальнику штаба полковнику Г. А. Дубяго. Те были «более чем поражены». В боях 22-24 марта (4-6 апреля) красные сбили силы белых с позиций на перешейке и вошли в Крым.

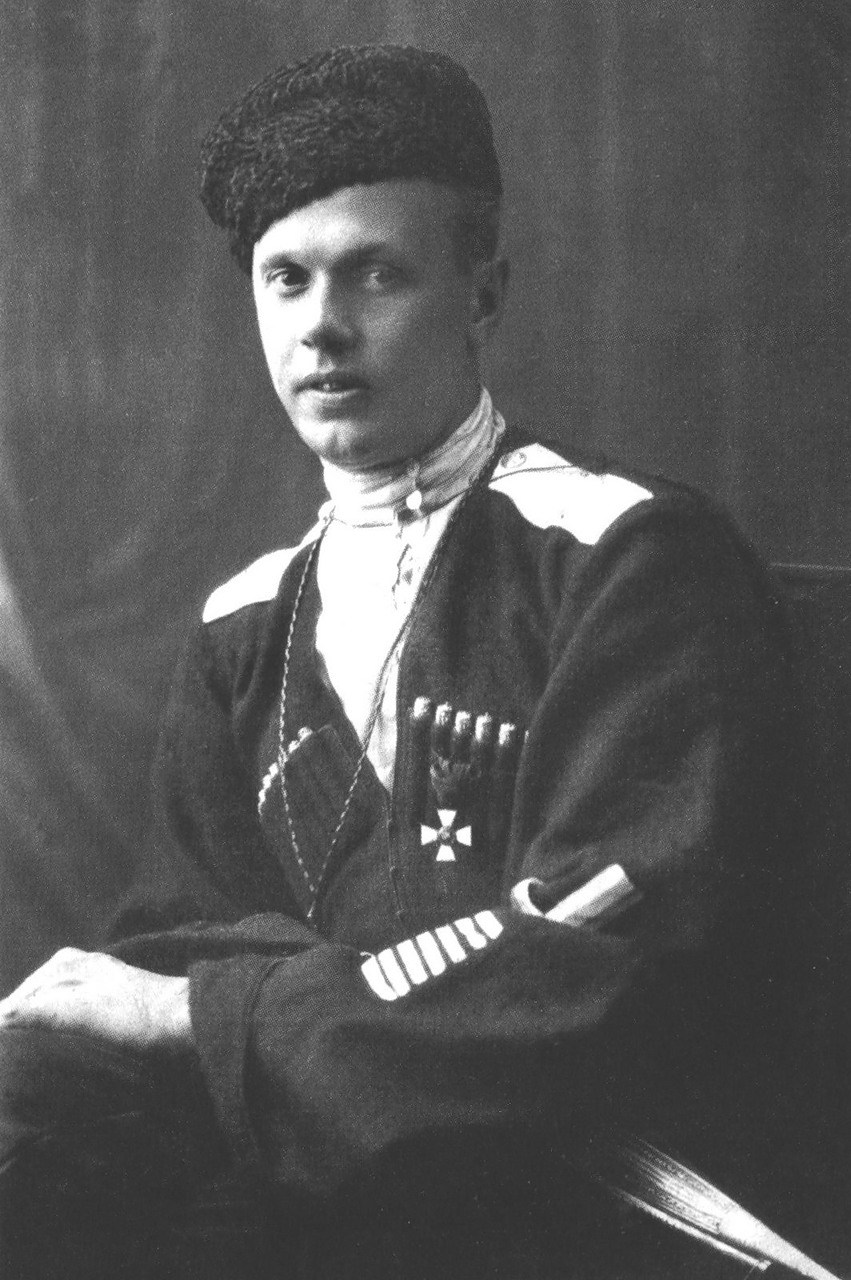
Я. А. Слащёв

Оборона Крыма белыми зимой 1920 года представляла собой многократные переходы Перекопа из рук в руки. Генерал Я. А. Слащёв выбрал позиции южнее Сиваша, а на Перекопском валу держал лёгкие заслоны. Красные занимали его, а потом откатывались после контрудара. 8 марта 1920 года силы красных под командованием Павлова — 46-я стрелковая, эстонская и 8-я кавалерийская дивизии общей численностью до 6000 человек, сбив белых с вала, втянулись в перешеек. Тыл Слащёва в это время был дезорганизован мятежом капитана Орлова с отрядом в 500 человек. Несмотря на это, опираясь на свои резервы (до 4500 человек), Слащёв который находился в Джанкое, приказал атаковать Юшунь и уже к 12 часам дня 11 марта силы красных стали отходить в Перекопу, потеряв много бойцов пленными. За успехи в обороне Крыма зимой 1920 года Врангель официально назвал генерала Слащёва Слащёвым-Крымским.

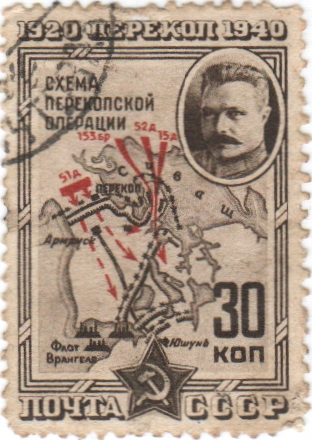
Почтовая марка СССР 1940 года, выпущенная к 20-летию штурма Перекопа.

Окончание военных действий с Польшей позволило Красной Армии сосредоточить силы. В сентябре 1920 года был образован Южный фронт (М. В. Фрунзе), значительно превосходивший белых. В начале осени П. Н. Врангель направился на Донбасс и Правобережную Украину, после чего начались бои за Каховку. Части В. К. Блюхера сумели справиться с Русской армией Врангеля, а затем контратаковать. В результате та оказалась заперта в Крыму. Дефиле через Перекопский перешеек перекрывалось главной линией обороны, её основу составлял участок Турецкого вала высотой 8 метров, проволочные заграждения в 3—5 рядов и три линии окопов, прикрытых на подступах артиллерией и пулемётами. Близко к материку находится Литовский полуостров Крыма, но добраться до него можно только форсировав Сиваш (Гнилое море). Оборону тут занимали «дрозды», стрелковая генерала Дроздовского дивизия: 1-й и 4-й полки защищали Турецкий вал, а 2-й и 3-й полки — район Литовского полуострова.
В ночь на 8 ноября 1920 года несколько дивизий Красной Армии преодолели Сиваш, благодаря чему сумели отвлечь на себя резервы белых. В это же время 51-я стрелковая дивизия предприняла атаку Турецкого вала в лоб. С целью концентрации сил на участке атаки личный состав дивизии был преобразован в шесть волн: первую составляли гранатомётчики и резчики проволоки, вторую — штурмовые отряды, третью — резерв, четвёртую — «чистильщики», а пятую и шестую — резерв. Атака однако успеха не имела. Успех флангового манёвра через Сиваш и обход белых привёл к тому, что 27 октября (9 ноября) 1920 год Корниловская Ударная дивизия к часу ночи покинула Перекопский вал и отступила на ишуньские позиции. В арьергарде дивизии был оставлен батальон полковника Трошина, который к часу тоже оставил Перекопский вал, то есть отошёл без боя. Но как сообщает советская историография, 9 ноября 1920 года повторной атакой одновременно с ударом во фланг 51-я стрелковая дивизия овладела перекопскими позициями и на отдельных участках вклинилась в ишуньские позиции.
Дискуссионный вопрос военной истории - качество и готовность укреплений перекопского перешейка на ноябрь 1920 года. В работе В. Ж. Цветкова показан широкий спектр свидетельств белых участников обороны - от мнения о полной неготовности укреплений до достаточного инженерного обеспечения. Большинство склоняется к усталости, надломленном моральном духе и недостаточной численности войск. Источники же Красной армии единодушно признают наличие подготовленной инженерной обороны.

### Оборона Крыма в 1941 году

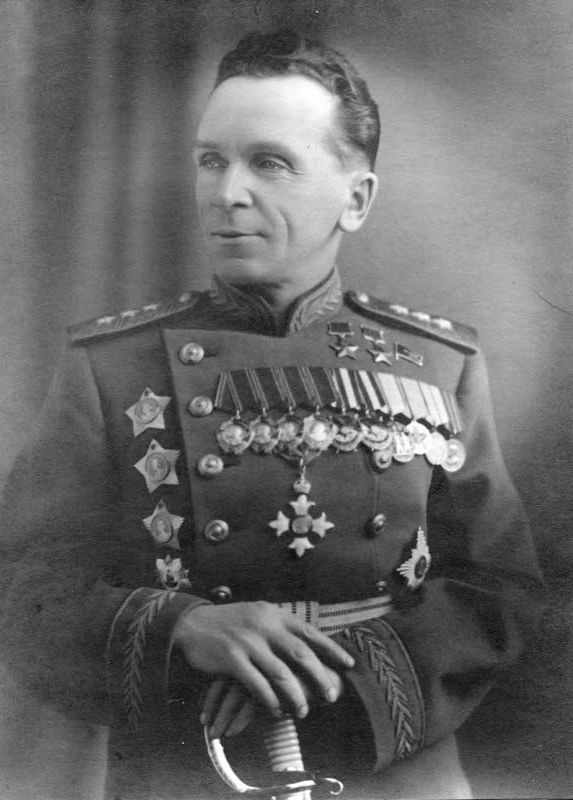
П. И. Батов

Эрих Манштейн решил силами 11-й армии 24 сентября прорвать оборону русских на Перекопском перешейке. По плану Манштейна LIV-му корпусу под командованием генерала Э. Хансена предстояло прорвать оборону противника на Перекопском перешейке фронтальной атакой. Для этой цели он получил армейскую артиллерию. В дополнение к 73-й и 46-й пехотным дивизиям в оперативное командование Хансена поступила 50-я пехотная дивизия. Такими силами предстояло прорвать фронт шириной в 7 км.
24 сентября в пять часов утра германская артиллерия начала огонь. Одновременно люфтваффе нанесло удары как по переднему краю обороны, так и вглубь. В семь часов утра 46-я и 73-я пехотные дивизии перешли в наступление по фронту 156-й стрелковой дивизии. В ночь на 25 сентября передовые части 156-й были отведены на основной рубеж. С рассветом немецкая авиация бомбардировала передний край, Турецкий вал и глубину обороны до села Ишунь. В 10 часов утра противник силой до четырёх полков при поддержке более 50 танков и под прикрытием артиллерии наступал, нанося удар вдоль Перекопского залива. После упорных боёв Красная армия оставила город Перекоп и отошла за Турецкий вал, за исключением батальона 417-го стрелкового полка, сапёрной роты и двух батарей, которые продолжали сопротивление севернее Перекопа в районе Кантемировки. Контратака лёгких танков Т-37 и Т-38, приданных 156-й стрелковой дивизии, не удалась. Все 14 машин были уничтожены.

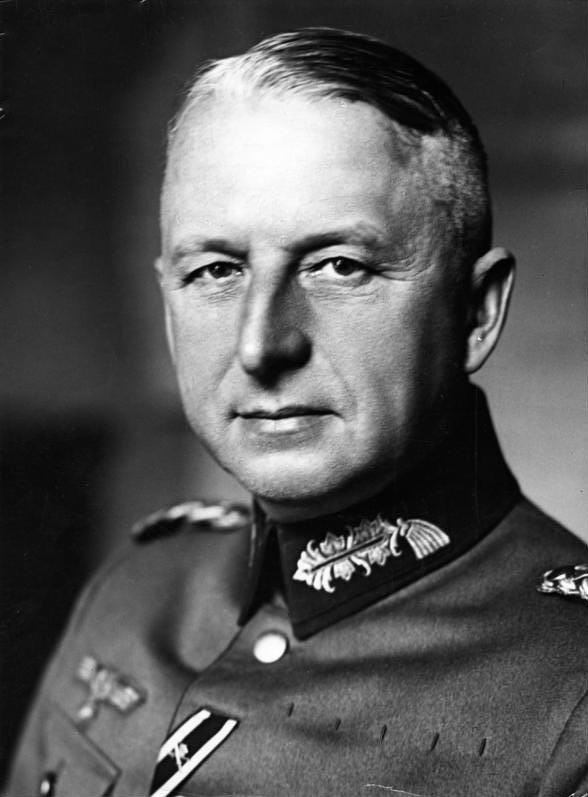
Эрих фон Манштейн

По приказу Манштейна к Перекопу подтянули 50-ю пехотную дивизию. Утром 26 сентября две пехотные дивизии, поддержанные 100 танками (упоминаются только в советских источниках), начали наступление по фронту 156-й стрелковой дивизии. К 11 часам утра немцы заняли Турецкий вал и вышли к Армянску. Генерал П. И. Батов, командовавший советскими войсками, подтянул 383-й полк из 172-й стрелковой дивизии, 442-й полк из 106-й стрелковой дивизии и 865-й полк из 271-й стрелковой дивизии, которые перешли в контратаку. За 26 сентября город Армянск четырежды переходил из рук в руки. Немцы сняли с побережья Сиваша части 22-й пехотной дивизии и ввели их в дело. К вечеру город остался за немцами. Но в ночь на 27 сентября в Армянск ворвалась 42-я кавалерийская дивизия, численностью 2000 человек. В результате боя потери составили 500 кавалеристов. Утром конников поддержал 442-й стрелковый и 5-й танковый полк 172-й дивизии (майор С. П. Баранов). Неприятель был выбит. 28 сентября 5-й танковый полк, преследуя врага, достиг Турецкого вала.
С начала и по 16 октября немецкое командование производило смену войск, установилось затишье. Уже 18 октября немцы заняли бромзавод, деревню Асс и «Участок № 8». Утром 19 октября на протяжении ишуньских позиций шли встречные бои. Советские 157-я и 156-я стрелковые дивизии перешли в наступление с целью их вернуть, а немцы хотели развивать успех. К концу дня немцы ввели в бой 46-ю пехотную дивизию, со стороны нашей 51-й армии была введена 48-я кавалерийская дивизия генерала Аверкина. 21—23 октября на перешейке продолжались бои. К вечеру 25 октября Манштейн произвёл перегруппировку: заменил 73-ю и 46-ю дивизии на 72, 170-ю и свежую 132-ю пехотные дивизии. Утром 26 октября немцы перешли в наступление. 172-я стрелковая дивизия начала отходить на юг. 95-я стрелковая дивизия держалась до 15 часов, и также начала отступление. 25-я стрелковая дивизия удержала позиции. 27 октября немцы наступали. Приморская армия понесла потери. В полках оставалось от 200 до 500 человек, управление было нарушено. 28 октября советские войска начали повсеместно отступать.

### Крымская наступательная операция, 1944 год

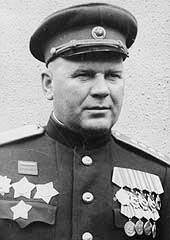
Г. В. Захаров

Общее командование осуществлял генерал армии Ф. И. Толбухин, координировал представитель Ставки ВГК маршал Советского Союза А. М. Василевский.
В феврале 1944 года 2-й гвардейской армии генерала Г. Ф. Захарова было приказано прорвать оборону Перекопа. 51-я армия Я. Г. Крейзера должна была наступать с плацдарма за Сивашем, захваченного в 1943 году. Немцы создали четыре полосы. Южнее Армянска — промежуточный рубеж, в городе подвалы были подготовлены к круговой обороне. Ишуньские позиции имели предполье и две полосы. Вторую полосу составляли четыре линии окопов. Длина их составляла 75 км. Построено 87 тяжёлых и 42 лёгких ДЗОТа и 8 ДОТов. Позиции немцев располагались за противотанковым рвом длиной 8 км на основе Турецкого вала, их прикрывали 65 км проволочных заграждений, 100 000 мин. Оборону севера Крыма вели две немецкие и две румынские дивизии, имея в распоряжении 280 ручных и станковых пулемётов, а также до 160 миномётов, 75 противотанковых, до 150 полевых, до 50 зенитных орудий, свыше 15 реактивных миномётов.
Два месяца советские войска вели подготовку, и в 8:00 утра 8 апреля началась артподготовка. 1359 орудий и миномётов выпустили 193000 снарядов и мин. За 15-30 минут рывком первый эшелон захватил все окопы противника. За 8 апреля советские войска потеряли всего 1037, немцы — 7233 человека. При прорыве израсходовано от трёх до пяти боекомплектов снарядов и мин. Перед Армянском танкисты напоролись на минное поле и ров и, обходя их, понесли потери — до 64 % состава. В ночь с 9 на 10 апреля во фланг и тыл противника был высажен батальон 1271-го полка, сорвавший отход врага к ишуньским позициям. Немецкая оборона развалилась. 10 апреля Захаров ввёл в прорыв танковую группу — один Т-34, четыре КВ-85 и восемь ТО-34. В артиллерийский отряд вошли два КВ-1С и пять Су-152. Уже утром 13 апреля танкисты и мотострелки вошли в Евпаторию.

### После войны и до настоящего времени
После войны в районе Турецкого вала велись работы по разминированию и возврату земель в хозяйственный оборот, но отдельные взрывоопасные предметы находят до наших дней. Также поисковые отряды продолжают перезахоронение останков солдат, причём всех эпох и всех сторон.
В 1950 году правительством СССР было принято решение о строительстве канала Днепр-Крым. После проектных работ, выполненных НИИ «Укргипроводхоз», в 1961—1963 годах была построена первая очередь. В полосе строительства обезврежено несколько тысяч боеприпасов. Русло канала прошло вдоль дороги Армянск-Херсон, современная E 97, и пересекло Турецкий вал 46°08′18″ с. ш. 33°38′46″ в. д. с северо-запада на юго-восток. После пуска русло было земляным, что приводило к высоким потерям воды, ров Турецкого вала подтоплялся за счёт дренажа. В 1970-е годы в канале выполнили бетонные одежды. В мае 2014 года Украина прекратила подачу воды в канал, в настоящее время на участке Турецкого вала он имеет сухое русло.
Прошлое Перекопского перешейка нашло отражение в большом количестве памятников в Армянске, Перекопе и их окрестностях. Непосредственно на Турецком валу находятся:
- установленные в 1957 году памятники на братских могилах советских воинов на центральном участке Перекопского вала, в нескольких сотнях метров от которых находился КП маршала А. М. Василевского и генерала армии Ф. И. Толбухина[58][59];
- могила красноармейцев отдельной ударно-огневой бригады 51-й дивизии Красной армии, на юго-восточной окраине Перекопа, недалеко от кладбища, захоронены 350 воинов, погибших в ноябре 1920 года[60];
- могила воинов Русской белой армии, погибших в 1920 году, расположена с южной стороны Перекопского вала, напротив гражданского кладбища, архитектор Антон Челобиев[58];
- мемориал «Освободителям Крыма» расположен на Перекопском валу справа от Каховского шоссе, установлен 5 октября 2001 года, здесь перезахоронены останки советских бойцов, державших оборону в 1941 году и наступавших в 1943—1944 годах, установлен памятник в форме креста, 119 одиночных захоронений[58];
- стела у Перекопской крепости в виде трёх штыков[59];
- дот в 250 м к западо-юго-западу от пересечения Турецкого вала и Каховского шоссе[61].

На Перекопском валу с 2015 года ежегодно 9 мая проходят шествия международной акции «Бессмертный полк».

## Турецкий вал в произведениях искусства
Перекопские укрепления - символические ворота Крыма привлекали к себе внимание многих деятелей науки и культуры, которые упомянули их в дневниках и мемуарах. Это академики В. Ф. Зуев и П. С. Паллас, поэт В. А. Жуковский, А. С. Грибоедов. Здесь проездом побывали и описали вал в заметках Ибн Баттута, Эвлия Челеби, Афанасий Никитин, Мартин Броневский, Екатерина II, Карло Боссоли, Н. В. Гоголь, В. Г. Белинский, М. С. Щепкин, И. К. Айвазовский, Н. И. Пирогов, С. П. Боткин, Д. И. Менделеев, Л. Н. Толстой, А. М. Горький. Среди знаменитых людей, посетивших это место такие имена, как А. В. Мокроусов, И. Ф. Федько, В. А. Лутовский, А. А. Жаров, Н. С. Самокиш, М. Б. Греков, Г. К. Савицкий, Б. В. Иогансон, П. П. Соколов-Скаля, Е. П. Ефремов, С. П. Щипачёв, Мате Залка, Л. В. Никулин, А. А. Фадеев, Олесь Гончар и многие другие.

#### Художественные произведения

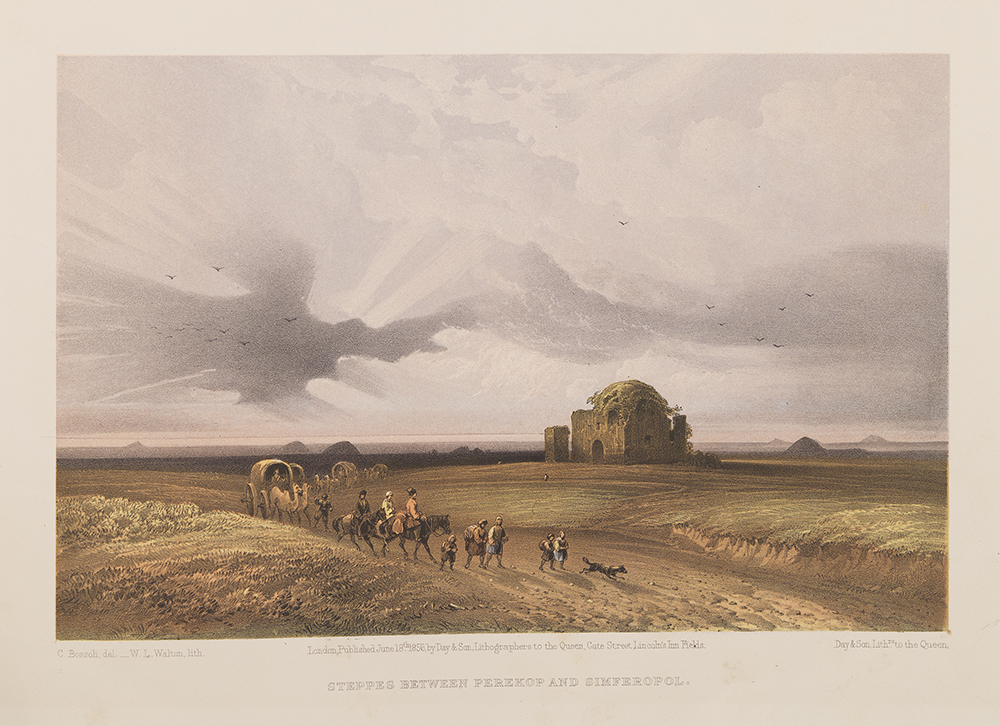
Панорама «Штурм Перекопа» — художественное полотно, изображавшее события Перекопско-Чонгарской операции войск Южного фронта Красной Армии под командованием М. В. Фрунзе в 1920 году, самый масштабный художественный проект в Советской России до 1941 года. Панорама была создана в 1934—1940 годах коллективом М. Б. Грекова, после его смерти работы возглавил Г. К. Савицкий. В работе принимали участие М. И. Авилов, Д. Ф. Бек, Г. Н. Горелов, П. С. Добрынин, В. П. Ефанов, П. И. Котов, Н. Г. Котов-Памирский, В. В. Мешков, Н. Б. Терпсихоров и др. В качестве консультанта был привлечён академик АХ Н. С. Самокиш. Консультантом от ГПУ Красной Армии был участник штурма генерал Д. М. Карбышев. Размеры полотна составили 130×18 метров, она была открыта в 1940 году. Погибла в эвакуации при налёте в Керченском порту. Часть эскизов сохранилась[63].  - Степи близь Перекопа на литографии Карло Боссоли, Лондон, 1856
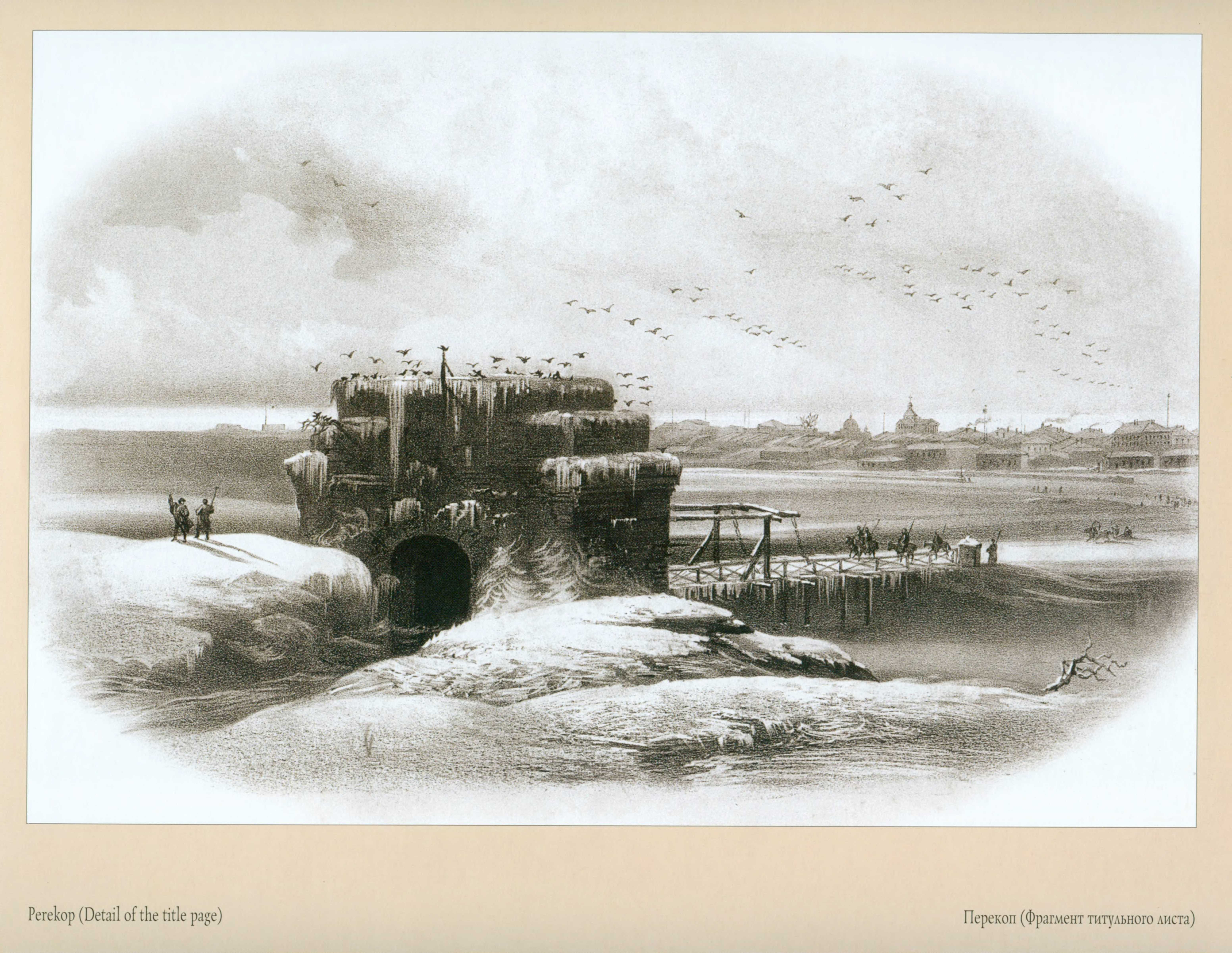
Карло Боссоли. Перекоп. 1856 Мост и остатки ворот Ор-капу
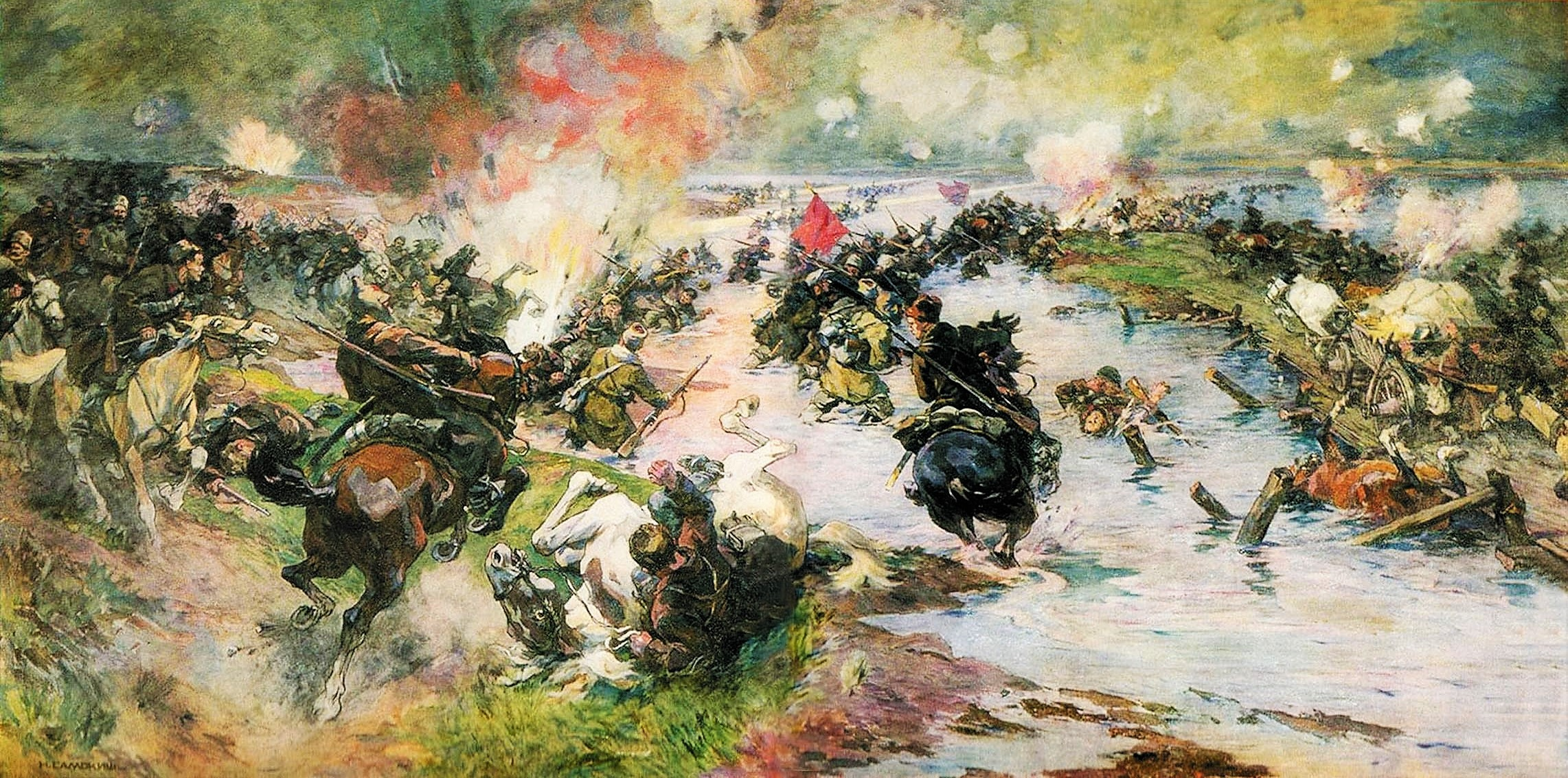
«Переход Красной Армии через Сиваш» Н. С. Самокиш, 1935 год
Художник-баталист Н. С. Самокиш работает над эскизами картины, 1933 год
  - Карло Боссоли. Перекоп. 1856 Мост и остатки ворот Ор-капу
  - «Переход Красной Армии через Сиваш» Н. С. Самокиш, 1935 год
  - Художник-баталист Н. С. Самокиш работает над эскизами картины, 1933 год

- Н. С. Самокиш выполнил ряд работ: «Штурм Перекопа», «Штурм Перекопского вала», Сталинская премия второй степени (1941)[64] — за картину «Переход Красной Армии через Сиваш» (1935).
- «Третий удар» художественный фильм 1948 года, режиссёр Игорь Савченко. Начинается операция по освобождению Крыма. Гитлеровцы не в силах сдержать наступление и стратегический план Третьего Сталинского удара Красной Армии выполнен — Крым взят. Воспроизведён реальный факт штурма — военная хитрость с манекенами атакующих[52][65].
- «Служили два товарища» — художественный фильм 1968 года, снятый режиссёром Евгением Кареловым по сценарию Юлия Дунского и Валерия Фрида. Со стороны красных: Бойцам Некрасову и Карякину командир поручает снять с аэроплана расположение белых в районе Перекопа. Со стороны белых: Поручика Брусенцова отправляют на оборону Перекопа. Войска Красной Армии берут Перекоп штурмом. Как и многие, Брусенцов бежит в Севастополь, откуда уходят последние пароходы[66].
- «Бег» — советский двухсерийный кинофильм 1970 года режиссёров Александра Алова и Владимира Наумова, снятый по мотивам произведений Михаила Булгакова «Бег», «Белая гвардия» и «Чёрное море». В линии генерала Хлудова (прообраз Я. А. Слащев-Крымский) — оборона Перекопа[67].